# Monteverdi Choir

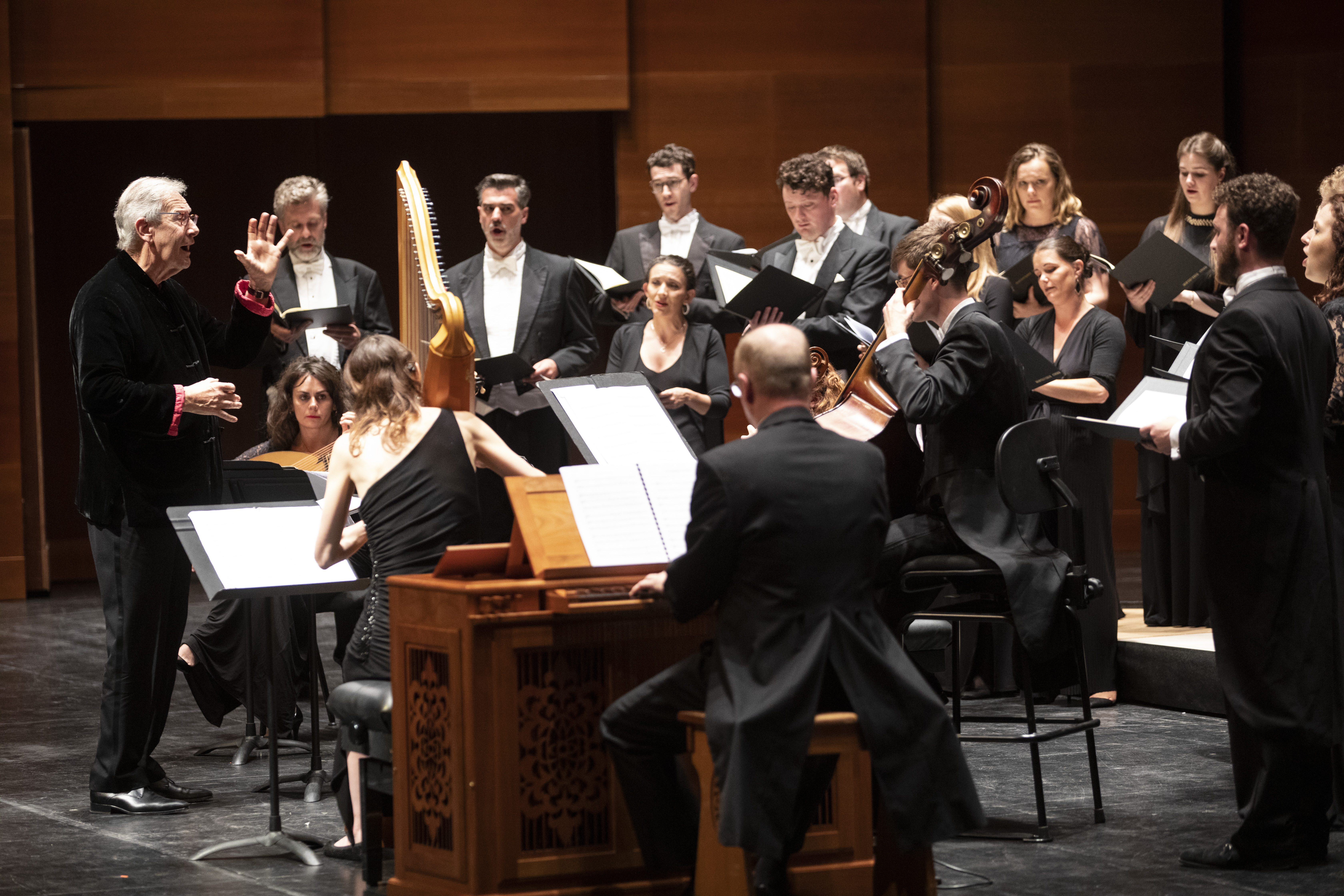
Monteverdi Choir

Le Monteverdi Choir est un chœur fondé en 1964 par Sir John Eliot Gardiner à l'occasion d'un concert où l'objectif était de donner les Vêpres à la Vierge, de Monteverdi (Venise, 1610), à la chapelle du King's College de l'université de Cambridge. Spécialiste des ensembles baroques, le chœur est devenu célèbre pour son choix stylistique et son vaste répertoire, qui englobe la musique de période Renaissance et la musique classique du XXe siècle. Il paraît souvent avec les orchestres de John Eliot Gardiner, les English Baroque Soloists et l'Orchestre Révolutionnaire et Romantique.

## Le « Pèlerinage des cantates de Bach »
En 2000, à l'occasion du 250e anniversaire de la mort de Jean-Sébastien Bach, le Monteverdi Choir a entrepris une tournée ambitieuse, le « Pèlerinage des cantates de Bach » (« Bach Cantatas Pilgrimage ») avec l'ensemble The English Baroque Soloists durant laquelle il a interprété l'intégralité des cantates sacrées de Bach dans plus de 60 églises européennes. Les enregistrements réalisés ont été publiés sous le propre label de Sir John Eliot Gardiner, Soli Deo Gloria (formule reprise de celle avec laquelle Bach signait fréquemment ses œuvres : « À la gloire de Dieu seul » ou « du seul Dieu »).
| BWV | Titre                                                         | Occasion                                        | Enregistré à                                                      | Le         | Vol. | SDG no. |
| --- | ------------------------------------------------------------- | ----------------------------------------------- | ----------------------------------------------------------------- | ---------- | ---- | ------- |
| 1   | Wie schön leuchtet der Morgenstern, BWV 1                     | Annonciation                                    | Walpole (en) (Royaume-Uni), église Saint-Pierre                   | 2000/03/26 | 21   | 118     |
| 2   | Ach Gott, vom Himmel sieh darein, BWV 2                       | Trinité 02                                      | —                                                                 | 2000/07/02 | 2    | 165     |
| 3   | Ach Gott, wie manches Herzeleid (I)                           | Épiphanie 2                                     | Greenwich (Royaume-Uni), chapelle de l’ancien Royal Naval College | 2000/01/16 | 19   | 115     |
| 4   | Christ lag in Todes Banden, BWV 4                             | Pâques                                          | Eisenach (Allemagne), église Saint-Georges                        | 2000/04/23 | 22   | 128     |
| 5   | Wo soll ich fliehen hin, BWV 5                                | Trinité 19                                      | Potsdam (Allemagne), église Saint-Sauveur                         | 2000/10/29 | 10   | 110     |
| 6   | Bleib bei uns, denn es will Abend werden                      | Lundi de Pâques (Angelus)                       | Eisenach (Allemagne), église Saint-Georges                        | 2000/04/24 | 22   | 128     |
| 7   | Christ unser Herr zum Jordan kam, BWV 7                       | St. John the Baptist                            | Londres (Royaume-Uni), St. Giles Cripplegate                      | 2000/06/24 | 1    | 101     |
| 8   | Liebster Gott, wenn werd ich sterben? (mi majeur)             | Trinité 16                                      | Saint-Jacques-de-Compostelle (Espagne), église Saint-Dominique    | 2000/10/07 | 8    | 104     |
| 9   | Es ist das Heil uns kommen her, BWV 9                         | Trinité 06                                      | —                                                                 | 2000/07/30 | 4    | 156     |
| 10  | Meine Seel erhebt den Herren, BWV 10                          | Visitation de la Vierge Marie                   | —                                                                 | 2000/07/02 | 2    | 165     |
| 11  | Lobet Gott in seinen Reichen                                  | Ascension                                       | —                                                                 | 2000/06/01 | N/A  | N/A     |
| 12  | Weinen, Klagen, Sorgen, Zagen, BWV 12                         | Jubilate                                        | Altenbourg (Allemagne), église du château                         | 2000/05/14 | 24   | 107     |
| 13  | Meine Seufzer, meine Tränen, BWV 13                           | Épiphanie 2                                     | Greenwich (Royaume-Uni), chapelle de l’ancien Royal Naval College | 2000/01/16 | 19   | 115     |
| 14  | Wär Gott nicht mit uns diese Zeit, BWV 14                     | Épiphanie 4                                     | Romsey (Royaume-Uni), abbaye de Romsey                            | 2000/01/30 | 19   | 115     |
| 15  | Denn du wirst meine Seele nicht in der Hölle lassen           | Pâques                                          | ne fait pas partie du projet (fausse attribution)                 |            |      |         |
| 16  | Herr Gott, dich loben wir, BWV 16                             | Fête de la circoncision                         | Berlin (Allemagne), église Gethsémané                             | 2000/01/01 | 17   | 150     |
| 17  | Wer Dank opfert, der preiset mich, BWV 17                     | Trinité 14                                      | Ambronay (France), abbaye Notre-Dame                              | 2000/09/24 | 7    | 124     |
| 18  | Gleichwie der Regen und Schnee vom Himmel fällt, BWV 18       | Sexagesima                                      | Southwell (Royaume-Uni), cathédrale-abbatiale                     | 2000/02/27 | 20   | 153     |
| 19  | Es erhub sich ein Streit                                      | Michaelmas Day                                  | Brême (Allemagne), église Notre-Dame                              | 2000/09/29 | 7    | 124     |
| 20  | O Ewigkeit, du Donnerwort, BWV 20                             | Fête de la Sainte Trinité 01                    | Londres (Royaume-Uni), St Giles Cripplegate                       | 2000/06/25 | 1    | 101     |
| 21  | Ich hatte viel Bekümmernis, BWV 21                            | Trinité 03                                      | —                                                                 | 2000/07/09 | 2    | 165     |
| 22  | Jesus nahm zu sich die Zwölfe, BWV 22                         | Quinquagesima                                   | Cambridge (Royaume-Uni), chapelle du King’s College               | 2000/03/05 | 21   | 118     |
| 23  | Du wahrer Gott und Davids Sohn                                | Quinquagesima                                   | Cambridge (Royaume-Uni), chapelle du King’s College               | 2000/03/05 | 21   | 118     |
| 24  | Ein ungefärbt Gemüte, BWV 24                                  | Trinité 04                                      | Tewkesbury (Royaume-Uni), abbaye de Tewkesbury                    | 2000/07/16 | 3    | 141     |
| 25  | Es ist nichts Gesundes an meinem Leibe, BWV 25                | Trinité 14                                      | Ambronay (France), abbaye Notre-Dame                              | 2000/09/24 | 7    | 124     |
| 26  | Ach wie flüchtig, ach wie nichtig, BWV 26                     | Trinité 24                                      | Romsey (Royaume-Uni), abbaye de Romsey                            | 2000/01/30 | 19   | 115     |
| 27  | Wer weiß, wie nahe mir mein Ende? BWV 27                      | Trinité 16                                      | Saint-Jacques-de-Compostelle (Espagne), église Saint-Dominique    | 2000/10/07 | 8    | 104     |
| 28  | Gottlob! nun geht das Jahr zu Ende                            | Noël 1                                          | New York (États-Unis), église Saint-Barthélemy (en)               | 2000/12/31 | 16   | 137     |
| 29  | Wir danken dir, Gott, wir danken dir                          | Élection du conseil municipal de Leipzig        | ne fait pas partie du projet PCB                                  |            |      |         |
| 30  | Freue dich, erlöste Schar                                     | St. John the Baptist                            | Londres (Royaume-Uni), St Giles Cripplegate                       | 2000/06/24 | 1    | 101     |
| 31  | Der Himmel lacht! Die Erde jubilieret, BWV 31                 | Pâques                                          | Eisenach (Allemagne), église Saint-Georges                        | 2000/04/23 | 22   | 128     |
| 32  | Liebster Jesu, mein Verlangen, BWV 32                         | Épiphanie 1                                     | —                                                                 | 2000/01/09 | 18   | 174     |
| 33  | Allein zu dir, Herr Jesu Christ, BWV 33                       | Trinité 13                                      | Francfort-sur-le-Main (Allemagne), église des Rois-Mages (de)     | 2000/09/17 | 6    | 134     |
| 34  | O ewiges Feuer, o Ursprung der Liebe                          | Pentecôte                                       | Long Melford (Royaume-Uni), église de la Sainte-Trinité           | 2000/06/11 | 26   | 121     |
| 35  | Geist und Seele wird verwirret                                | Fête de la Sainte Trinité 12                    | Cothen (Allemagne), église Saint-Jacques                          | 2000/09/10 | 6    | 134     |
| 36  | Schwingt freudig euch empor, BWV 36                           | Avent 1                                         | —                                                                 | 2000/12/03 | 13   | 162     |
| 37  | Wer da gläubet und getauft wird, BWV 37                       | Ascension                                       | —                                                                 | 2000/06/01 | N/A  | N/A     |
| 38  | Aus tiefer Not schrei ich zu dir, BWV 38                      | Trinité 21                                      | —                                                                 | 2000/11/12 | 11   | 168     |
| 39  | Brich dem Hungrigen dein Brot, BWV 39                         | Trinité 01                                      | Londres (Royaume-Uni), St Giles Cripplegate                       | 2000/06/25 | 1    | 101     |
| 40  | Darzu ist erschienen der Sohn Gottes, BWV 40                  | St. Stefanus Day                                | New York (États-Unis), église Saint-Barthélemy (en)               | 2000/12/25 | 14   | 113     |
| 41  | Jesu, nun sei gepreiset                                       | Fête de la circoncision                         | Berlin (Allemagne), église Gethsémané                             | 2000/01/01 | 17   | 150     |
| 42  | Am Abend aber desselbigen Sabbats, BWV 42                     | Quasimodo                                       | Arnstadt (Allemagne), église Jean-Sébastien-Bach                  | 2000/04/30 | 23   | 131     |
| 43  | Gott fähret auf mit Jauchzen, BWV 43                          | Ascension                                       | —                                                                 | 2000/06/01 | N/A  | N/A     |
| 44  | Sie werden euch in den Bann tun, BWV 44                       | Exaudi                                          | Sherborne (Royaume-Uni), abbatiale de la Vierge-Marie             | 2000/06/04 | 25   | 144     |
| 45  | Es ist dir gesagt, Mensch, was gut ist, BWV 45                | Trinité 08                                      | Rendsburg (Allemagne), église du Christ                           | 2000/08/13 | 5    | 147     |
| 46  | Schauet doch und sehet, ob irgend ein Schmerz sei, BWV 46     | Trinité 10                                      | Brunswick (Allemagne), église Saint-Blaise                        | 2000/08/27 | 5    | 147     |
| 47  | Wer sich selbst erhöhet, der soll erniedriget werden, BWV 47  | Trinité 17                                      | Lund (Suède), église de Tous-les-Saints                           | 2000/10/14 | 9    | 159     |
| 48  | Ich elender Mensch, wer wird mich erlösen, BWV 48             | Trinité 19                                      | Potsdam (Allemagne), église Saint-Sauveur                         | 2000/10/29 | 10   | 110     |
| 49  | Ich geh und suche mit Verlangen                               | Trinité 20                                      | —                                                                 | 2000/11/05 | 11   | 168     |
| 50  | Nun ist das Heil und die Kraft                                | Michaelmas Day                                  | Brême (Allemagne), église Notre-Dame                              | 2000/09/29 | 7    | 124     |
| 51  | Jauchzet Gott in allen Landen, BWV 51                         | Trinité 15                                      | Brême (Allemagne), église Notre-Dame                              | 2000/09/28 | 8    | 104     |
| 52  | Falsche Welt, dir trau ich nicht, BWV 52!                     | Trinité 23                                      | —                                                                 | 2000/11/26 | 12   | 171     |
| 53  | Schlage doch, gewünschte Stunde                               | Service funèbre                                 | ne fait pas partie du projet PCB (fausse attribution)             |            |      |         |
| 54  | Widerstehe doch der Sünde, BWV 54                             | Oculi                                           | Walpole (en) (Royaume-Uni), église Saint-Pierre                   | 2000/03/26 | 21   | 118     |
| 55  | Ich armer Mensch, ich Sündenknecht, BWV 55                    | Trinité 22                                      | —                                                                 | 2000/11/19 | 12   | 171     |
| 56  | Ich will den Kreuzstab gerne tragen, BWV 56                   | Trinité 19                                      | Potsdam (Allemagne), église Saint-Sauveur                         | 2000/10/29 | 10   | 110     |
| 57  | Selig ist der Mann, BWV 57                                    | St. Stefanus Day                                | New York (États-Unis), église Saint-Barthélemy (en)               | 2000/12/27 | 15   | 127     |
| 58  | Ach Gott, wie manches Herzeleid                               | Dimanche après le premier jour de l’An          | Berlin (Allemagne), église Gethsémané                             | 2000/01/02 | 17   | 150     |
| 59  | Wer mich liebet, der wird mein Wort halten, BWV 59            | Pentecôte                                       | Long Melford (Royaume-Uni), église de la Sainte-Trinité           | 2000/06/11 | 26   | 121     |
| 60  | O Ewigkeit, du Donnerwort, BWV 60                             | Trinité 24                                      | —                                                                 | —          | 12   | 171     |
| 61  | Nun komm, der Heiden Heiland, BWV 61                          | Avent 1                                         | —                                                                 | 2000/12/03 | 13   | 162     |
| 62  | Nun komm, der Heiden Heiland, BWV 62                          | Avent 1                                         | —                                                                 | 2000/12/03 | 13   | 162     |
| 63  | Christen, ätzet diesen Tag, BWV 63                            | Noël                                            | —                                                                 | 2000/12/25 | 18   | 174     |
| 64  | Sehet, welch eine Liebe hat uns der Vater erzeiget, BWV 64    | St John's Day                                   | New York (États-Unis), église Saint-Barthélemy (en)               | 2000/12/27 | 15   | 127     |
| 65  | Sie werden aus Saba alle kommen, BWV 65                       | Épiphanie                                       | —                                                                 | 2000/01/06 | 18   | 174     |
| 66  | Erfreut euch, ihr Herzen, BWV 66                              | Lundi de Pâques (Angelus)                       | Eisenach (Allemagne), église Saint-Georges                        | 2000/04/24 | 22   | 128     |
| 67  | Halt im Gedächtnis Jesum Christ, BWV 67                       | Quasimodo                                       | Arnstadt (Allemagne), église Jean-Sébastien-Bach                  | 2000/04/30 | 23   | 131     |
| 68  | Also hat Gott die Welt geliebt, BWV 68                        | Lundi de Pentecôte                              | Long Melford (Royaume-Uni), église de la Sainte-Trinité           | 2000/06/12 | 26   | 121     |
| 69  | Lobe den Herrn, meine Seele, BWV 69a                          | Trinité 12                                      | Cothen (Allemagne), église Saint-Jacques                          | 2000/09/10 | 6    | 134     |
| 70  | Wachet! betet! betet! wachet! BWV 70                          | Trinité 26                                      | —                                                                 | —          | 13   | 162     |
| 71  | Gott ist mein König, BWV 71                                   | Inauguration du conseil municipal de Mühlhausen | Mühlhausen (Allemagne), église Saint-Blaise (de)                  | 2000/07/23 | 3    | 141     |
| 72  | Alles nur nach Gottes Willen                                  | Épiphanie 3                                     | on Archiv 463 582-2                                               | 2000/01/23 | N/A  | N/A     |
| 73  | Herr, wie du willt, so schicks mit mir, BWV 73                | Épiphanie 3                                     | on Archiv 463 582-2                                               | 2000/01/23 | N/A  | N/A     |
| 74  | Wer mich liebet, der wird mein Wort halten II                 | Pentecôte                                       | Long Melford (Royaume-Uni), église de la Sainte-Trinité           | 2000/06/11 | 26   | 121     |
| 75  | Die Elenden sollen essen, BWV 75                              | Trinité 01                                      | Londres (Royaume-Uni), St Giles Cripplegate                       | 2000/06/25 | 1    | 101     |
| 76  | Die Himmel erzählen die Ehre Gottes, BWV 76                   | Trinité 02                                      | —                                                                 | 2000/07/02 | 2    | 165     |
| 77  | Du sollt Gott, deinen Herren, lieben, BWV 77                  | Trinité 13                                      | Francfort-sur-le-Main (Allemagne), église des Rois-Mages (de)     | 2000/09/17 | 6    | 134     |
| 78  | Jesu, der du meine Seele, BWV 78                              | Trinité 14                                      | Ambronay (France), abbaye Notre-Dame                              | 2000/09/24 | 7    | 124     |
| 79  | Gott der Herr ist Sonn und Schild, BWV 79                     | Fête de la Réformation                          | Wittemberg (Allemagne), église du château                         | 2000/10/31 | 10   | 110     |
| 80  | Ein feste Burg ist unser Gott                                 | Fête de la Réformation                          | Wittemberg (Allemagne), église du château                         | 2000/10/31 | 10   | 110     |
| 81  | Jesus schläft, was soll ich hoffen?                           | Épiphanie 4                                     | Romsey (Royaume-Uni), abbaye de Romsey                            | 2000/01/30 | 19   | 115     |
| 82  | Ich habe genug                                                | Fête de la Présentation de Jésus au Temple      | on Archiv 463 585-2                                               | 2000/02/01 | N/A  | N/A     |
| 83  | Erfreute Zeit im neuen Bunde, BWV 83                          | Fête de la Présentation de Jésus au Temple      | on Archiv 463 585-2                                               | 2000/02/01 | N/A  | N/A     |
| 84  | Ich bin vergnügt mit meinem Glücke, BWV 84                    | Septuagésime                                    | Naarden (Pays-Bas), église Saint-Vitus                            | 2000/02/20 | 20   | 153     |
| 85  | Ich bin ein guter Hirt, BWV 85                                | Misericordias Domini                            | Echternach (Luxembourg), basilique Saint-Willibrord               | 2000/05/07 | 23   | 131     |
| 86  | Wahrlich, wahrlich, ich sage euch, BWV 86                     | Rogate                                          | Dresde (Allemagne), église Sainte-Anne (de)                       | 2000/05/28 | 25   | 144     |
| 87  | Bisher habt ihr nichts gebeten in meinem Namen, BWV 87        | Rogate                                          | Dresde (Allemagne), église Sainte-Anne (de)                       | 2000/05/28 | 25   | 144     |
| 88  | Siehe, ich will viel Fischer aussenden, BWV 88                | Trinité 05                                      | Mühlhausen (Allemagne), église Saint-Blaise (de)                  | 2000/07/23 | 3    | 141     |
| 89  | Was soll ich aus dir machen, Ephraim, BWV 89                  | Trinité 22                                      | —                                                                 | 2000/11/19 | 12   | 171     |
| 90  | Es reißet euch ein schrecklich Ende, BWV 90                   | Trinité 25                                      | Potsdam (Allemagne), église Saint-Sauveur                         | 2000/10/29 | 10   | 110     |
| 91  | Gelobet seist du, Jesu Christ, BWV 91                         | Noël                                            | New York (États-Unis), église Saint-Barthélemy (en)               | 2000/12/25 | 14   | 113     |
| 92  | Ich hab in Gottes Herz und Sinn, BWV 92                       | Septuagesime                                    | Naarden (Pays-Bas), église Saint-Vitus                            | 2000/02/20 | 20   | 153     |
| 93  | Wer nur den lieben Gott läßt walten, BWV 93                   | Trinité 05                                      | Mühlhausen (Allemagne), église Saint-Blaise (de)                  | 2000/07/23 | 3    | 141     |
| 94  | Was frag ich nach der Welt, BWV 94                            | Trinité 09                                      | on Archiv 463 590-2                                               | 2000/08/20 | N/A  | N/A     |
| 95  | Christus, der ist mein Leben, BWV 95                          | Trinité 16                                      | Saint-Jacques-de-Compostelle (Espagne), église Saint-Dominique    | 2000/10/07 | 8    | 104     |
| 96  | Herr Christ, der einge Gottessohn, BWV 96                     | Trinité 18                                      | Leipzig (Allemagne), église Saint-Thomas                          | 2000/10/22 | 9    | 159     |
| 97  | In allen meinen Taten, BWV 97                                 | non précisé                                     | Dresde (Allemagne), église Sainte-Anne (de)                       | 2000/05/28 | 25   | 144     |
| 98  | Was Gott tut, das ist wohlgetan, BWV 98                       | Trinité 21                                      | —                                                                 | 2000/11/12 | 11   | 168     |
| 99  | Was Gott tut, das ist wohlgetan, BWV 99                       | Trinité 15                                      | Brême (Allemagne), église Notre-Dame                              | 2000/09/28 | 8    | 104     |
| 100 | Was Gott tut, das ist wohlgetan III                           | Trinité 15 & 21                                 | Brême (Allemagne), église Notre-Dame                              | 2000/09/28 | 8    | 104     |
| 101 | Nimm von uns, Herr, du treuer Gott, BWV 101                   | Trinité 10                                      | Brunswick (Allemagne), église Saint-Blaise                        | 2000/08/27 | 5    | 147     |
| 102 | Herr, deine Augen sehen nach dem Glauben, BWV 102             | Trinité 10                                      | Brunswick (Allemagne), église Saint-Blaise                        | 2000/08/27 | 5    | 147     |
| 103 | Ihr werdet weinen und heulen, BWV 103                         | Jubilate                                        | Altenbourg (Allemagne), église du château                         | 2000/05/14 | 24   | 107     |
| 104 | Du Hirte Israel, höre, BWV 104                                | Misericordias Domini                            | Echternach (Luxembourg), basilique Saint-Willibrord               | 2000/05/07 | 23   | 131     |
| 105 | Herr, gehe nicht ins Gericht mit deinem Knecht, BWV 105       | Trinité 09                                      | on Archiv 463 590-2                                               | 2000/08/20 | N/A  | N/A     |
| 106 | Gottes Zeit ist die allerbeste Zeit                           | Service funèbre                                 | ne fait pas partie du projet PCB                                  |            |      |         |
| 107 | Was willst du dich betrüben, BWV 107                          | Trinité 07                                      | —                                                                 | 2000/08/06 | 4    | 156     |
| 108 | Es ist euch gut, daß ich hingehe, BWV 108                     | Cantate                                         | Warwick (Royaume-Uni), église Sainte-Marie (en)                   | 2000/05/21 | 24   | 107     |
| 109 | Ich glaube, lieber Herr, hilf meinem Unglauben, BWV 109       | Trinité 21                                      | —                                                                 | 2000/11/12 | 11   | 168     |
| 110 | Unser Mund sei voll Lachens                                   | Noël                                            | New York (États-Unis), église Saint-Barthélemy (en)               | 2000/12/25 | 14   | 113     |
| 111 | Was mein Gott will, das g'scheh allzeit, BWV 111              | Épiphanie 3                                     | on Archiv 463 582-2                                               | 2000/01/23 | N/A  | N/A     |
| 112 | Der Herr ist mein getreuer Hirt, BWV 112                      | Misericordias Domini                            | Echternach (Luxembourg), basilique Saint-Willibrord               | 2000/05/07 | 23   | 131     |
| 113 | Herr Jesu Christ, du höchstes Gut, BWV 113                    | Trinité 11                                      | on Archiv 463 591-2                                               | 2000/09/03 | N/A  | N/A     |
| 114 | Ach, lieben Christen, seid getrost, BWV 114                   | Trinité 17                                      | Lund (Suède), église de Tous-les-Saints                           | 2000/10/14 | 9    | 159     |
| 115 | Mache dich, mein Geist, bereit, BWV 115                       | Trinité 22                                      | —                                                                 | 2000/11/19 | 12   | 171     |
| 116 | Du Friedefürst, Herr Jesu Christ, BWV 116                     | Trinité 25                                      | Leipzig (Allemagne), église Saint-Thomas                          | 2000/10/22 | 9    | 159     |
| 117 | Sei Lob und Ehr dem höchsten Gut                              | Misericordias Domini                            | Warwick (Royaume-Uni), église Sainte-Marie (en)                   | 2000/05/21 | 24   | 107     |
| 118 | O Jesu Christ, mein's Lebens Licht                            | Service funèbre                                 | ne fait pas partie du projet PCB                                  |            |      |         |
| 119 | Preise, Jerusalem, den Herrn                                  | Élection du conseil municipal de Leipzig        | ne fait pas partie du projet PCB                                  |            |      |         |
| 120 | Gott, man lobet dich in der Stille                            | Élection du conseil municipal de Leipzig        | ne fait pas partie du projet PCB                                  |            |      |         |
| 121 | Christum wir sollen loben schon                               | St. Stephanus Day                               | New York (États-Unis), église Saint-Barthélemy (en)               | 2000/12/25 | 14   | 113     |
| 122 | Das neugeborne Kindelein                                      | Noël 1                                          | New York (États-Unis), église Saint-Barthélemy (en)               | 2000/12/31 | 16   | 137     |
| 123 | Liebster Immanuel, Herzog der Frommen, BWV 123                | Épiphanie                                       | —                                                                 | 2000/01/06 | 18   | 174     |
| 124 | Meinen Jesum laß ich nicht, BWV 124                           | Épiphanie 1                                     | —                                                                 | 2000/01/09 | 18   | 174     |
| 125 | Mit Fried und Freud ich fahr dahin, BWV 125                   | Fête de la Présentation de Jésus au Temple      | on Archiv 463 585-2                                               | 2000/02/02 | N/A  | N/A     |
| 126 | Erhalt uns, Herr, bei deinem Wort, BWV 126                    | Sexagesima                                      | Southwell (Royaume-Uni), cathédrale-abbatiale                     | 2000/02/27 | 20   | 153     |
| 127 | Herr Jesu Christ, wahr' Mensch und Gott, BWV 127              | Quinquagesima                                   | Cambridge (Royaume-Uni), chapelle du King’s College               | 2000/03/05 | 21   | 118     |
| 128 | Auf Christi Himmelfahrt allein, BWV 128                       | Ascension                                       | ne fait pas partie du projet PCB                                  |            |      |         |
| 129 | Gelobet sei der Herr, mein Gott, BWV 129                      | Trinité                                         | Kirkwall (Royaume-Uni), cathédrale Saint-Magnus                   | 2000/06/18 | 27   | 138     |
| 130 | Herr Gott, dich loben alle wir, BWV 130                       | Michaelmas Day                                  | Brême (Allemagne), église Notre-Dame                              | 2000/09/29 | 7    | 124     |
| 131 | Aus der Tiefen rufe ich, Herr, zu dir, BWV 131                | Trinité 05                                      | Mühlhausen (Allemagne), église Saint-Blaise (de)                  | 2000/07/23 | 3    | 141     |
| 132 | Bereitet die Wege, bereitet die Bahn! BWV 132                 | Avent 4                                         | —                                                                 | 2000/12/24 | 13   | 162     |
| 133 | Ich freue mich in dir, BWV 133                                | St John's                                       | New York (États-Unis), église Saint-Barthélemy (en)               | 2000/12/27 | 15   | 127     |
| 134 | Ein Herz, das seinen Jesum lebend weiß, BWV 134               | Mardi de Pâques                                 | Eisenach (Allemagne), église Saint-Georges                        | 2000/04/25 | 22   | 128     |
| 135 | Ach Herr, mich armen Sünder                                   | Trinité 03                                      | —                                                                 | 2000/07/09 | 2    | 165     |
| 136 | Erforsche mich, Gott, und erfahre mein Herz, BWV 136          | Trinité 08                                      | Rendsburg (Allemagne), église du Christ                           | 2000/08/13 | 5    | 147     |
| 137 | Lobe den Herren, den mächtigen König der Ehren, BWV 137       | Trinité 12                                      | Cothen (Allemagne), église Saint-Jacques                          | 2000/09/10 | 6    | 134     |
| 138 | Warum betrübst du dich, mein Herz, BWV 138                    | Trinité 15                                      | Brême (Allemagne), église Notre-Dame                              | 2000/09/28 | 8    | 104     |
| 139 | Wohl dem, der sich auf seinen Gott, BWV 139                   | Trinité 23                                      | —                                                                 | 2000/11/26 | 12   | 171     |
| 140 | Wachet auf, ruft uns die Stimme, BWV 140                      | Trinité 27                                      | —                                                                 | —          | 12   | 171     |
| 141 | Das ist je gewißlich wahr (fausse attribution)                | Avent 3                                         | ne fait pas partie du projet PCB                                  |            |      |         |
| 142 | Uns ist ein Kind geboren (fausse attribution)                 | Noël                                            | ne fait pas partie du projet PCB                                  |            |      |         |
| 143 | Lobe den Herrn, meine Seele II                                | Fête de la circoncision                         | Berlin (Allemagne), église Gethsémané                             | 2000/01/01 | 17   | 150     |
| 144 | Nimm, was dein ist, und gehe hin, BWV 144                     | Septuagesime                                    | Naarden (Pays-Bas), église Saint-Vitus                            | 2000/02/20 | 20   | 153     |
| 145 | Ich lebe, mein Herze, zu deinem Ergötzen, BWV 145             | Mardi de Pâques                                 | Eisenach (Allemagne), église Saint-Georges                        | 2000/04/25 | 22   | 128     |
| 146 | Wir müssen durch viel Trübsal, BWV 146                        | Jubilate                                        | Altenbourg (Allemagne), église du château                         | 2000/05/14 | 24   | 107     |
| 147 | Herz und Mund und Tat und Leben, BWV 147                      | Visitation de la Vierge Marie                   | —                                                                 | 2000/07/02 | 13   | 162     |
| 148 | Bringet dem Herrn Ehre seines Namens, BWV 148                 | Trinité 17                                      | Lund (Suède), église de Tous-les-Saints                           | 2000/10/14 | 9    | 159     |
| 149 | Man singet mit Freuden vom Sieg                               | Michaelmas Day                                  | Brême (Allemagne), église Notre-Dame                              | 2000/09/29 | 7    | 124     |
| 150 | Nach dir, Herr, verlanget mich                                | Pâques 1                                        | Sherborne (Royaume-Uni), abbatiale de la Vierge-Marie             | 2000/06/04 | 25   | 144     |
| 151 | Süßer Trost, mein Jesus kömmt                                 | St. John                                        | New York (États-Unis), église Saint-Barthélemy (en)               | 2000/12/27 | 15   | 127     |
| 152 | Tritt auf die Glaubensbahn, BWV 152                           | Noël 1                                          | New York (États-Unis), église Saint-Barthélemy (en)               | 2000/12/31 | 16   | 137     |
| 153 | Schau, lieber Gott, wie meine Feind, BWV 153                  | Fête de la circoncision                         | Berlin (Allemagne), église Gethsémané                             | 2000/01/02 | 17   | 150     |
| 154 | Mein liebster Jesus ist verloren, BWV 154                     | Épiphanie 1                                     | —                                                                 | 2000/01/09 | 18   | 174     |
| 155 | Mein Gott, wie lang, ach lange? BWV 155, (1724 version)       | Épiphanie 2                                     | Greenwich (Royaume-Uni), chapelle de l’ancien Royal Naval College | 2000/01/16 | 19   | 115     |
| 156 | Ich steh mit einem Fuß im Grabe                               | Épiphanie 3                                     | on Archiv 463 582-2                                               | 2000/01/23 | N/A  | N/A     |
| 157 | Ich lasse dich nicht, du segnest mich denn                    | Fête de la Présentation de Jésus au Temple      | ne fait pas partie du projet PCB                                  |            |      |         |
| 158 | Der Friede sei mit dir                                        | Mardi de Pâques                                 | Arnstadt (Allemagne), église Jean-Sébastien-Bach                  | 2000/04/30 | 23   | 131     |
| 159 | Sehet, wir gehn hinauf gen Jerusalem, BWV 159                 | Quinquagesima                                   | Cambridge (Royaume-Uni), chapelle du King’s College               | 2000/03/05 | 21   | 118     |
| 160 | Ich weiß, daß mein Erlöser lebt (fausse attribution)          | Pâques                                          | ne fait pas partie du projet PCB                                  |            |      |         |
| 161 | Komm, du süße Todesstunde, BWV 161                            | Trinité 16                                      | Saint-Jacques-de-Compostelle (Espagne), église Saint-Dominique    | 2000/10/07 | 8    | 104     |
| 162 | Ach! ich sehe, itzt, da ich zur Hochzeit gehe, BWV 162        | Trinité 20                                      | —                                                                 | 2000/11/20 | 11   | 168     |
| 163 | Nur jedem das Seine                                           | Trinité 23                                      | —                                                                 | 2000/11/26 | 12   | 171     |
| 164 | Ihr, die ihr euch von Christo nennet, BWV 164                 | Trinité 13                                      | Francfort-sur-le-Main (Allemagne), église des Rois-Mages (de)     | 2000/09/17 | 6    | 134     |
| 165 | O heilges Geist- und Wasserbad, BWV 165                       | Trinité                                         | Kirkwall (Royaume-Uni), cathédrale Saint-Magnus                   | 2000/06/18 | 27   | 138     |
| 166 | Wo gehest du hin? BWV 166                                     | Cantate                                         | Warwick (Royaume-Uni), église Sainte-Marie (en)                   | 2000/05/21 | 24   | 107     |
| 167 | Ihr Menschen, rühmet Gottes Liebe, BWV 167                    | St. John the Baptist                            | Londres (Royaume-Uni), St Giles Cripplegate                       | 2000/06/24 | 1    | 101     |
| 168 | Tue Rechnung! Donnerwort, BWV 168                             | Trinité 09                                      | on Archiv 463 590-2                                               | 2000/08/20 | N/A  | N/A     |
| 169 | Gott soll allein mein Herze haben, BWV 169                    | Trinité 18                                      | Leipzig (Allemagne), église Saint-Thomas                          | 2000/10/22 | 9    | 159     |
| 170 | Vergnügte Ruh, beliebte Seelenlust                            | Trinité 06                                      | —                                                                 | 2000/07/30 | 4    | 156     |
| 171 | Gott, wie dein Name, so ist auch dein Ruhm, BWV 171           | Fête de la circoncision                         | Berlin (Allemagne), église Gethsémané                             | 2000/01/01 | 17   | 150     |
| 172 | Erschallet, ihr Lieder, erklinget, ihr Saiten! BWV 172        | Pentecôte                                       | Long Melford (Royaume-Uni), église de la Sainte-Trinité           | 2000/06/11 | 26   | 121     |
| 173 | Erhöhtes Fleisch und Blut                                     | Lundi de Pentecôte                              | Long Melford (Royaume-Uni), église de la Sainte-Trinité           | 2000/06/12 | 26   | 121     |
| 174 | Ich liebe den Höchsten von ganzem Gemüte, BWV 174             | Lundi de Pentecôte                              | Long Melford (Royaume-Uni), église de la Sainte-Trinité           | 2000/06/12 | 26   | 121     |
| 175 | Er rufet seinen Schafen mit Namen                             | Mardi de Pentecôte                              | Blythburgh (Royaume-Uni), église de la Sainte-Trinité             | 2000/06/13 | 27   | 138     |
| 176 | Es ist ein trotzig und verzagt Ding, BWV 176                  | Trinité                                         | Kirkwall (Royaume-Uni), cathédrale Saint-Magnus                   | 2000/06/18 | 27   | 138     |
| 177 | Ich ruf zu dir, Herr Jesu Christ, BWV 177                     | Trinité 04                                      | Tewkesbury (Royaume-Uni), abbaye de Tewkesbury                    | 2000/07/16 | 3    | 141     |
| 178 | Wo Gott der Herr nicht bei uns hält, BWV 178                  | Trinité 08                                      | Rendsburg (Allemagne), église du Christ                           | 2000/08/13 | 5    | 147     |
| 179 | Siehe zu, daß deine Gottesfurcht nicht Heuchelei sei, BWV 179 | Trinité 11                                      | on Archiv 463 591-2                                               | 2000/09/03 | N/A  | N/A     |
| 180 | Schmücke dich, o liebe Seele, BWV 180                         | Trinité 20                                      | —                                                                 | 2000/11/05 | 11   | 168     |
| 181 | Leichtgesinnte Flattergeister, BWV 181                        | Sexagesima                                      | Southwell (Royaume-Uni), cathédrale-abbatiale                     | 2000/02/27 | 20   | 153     |
| 182 | Himmelskönig, sei willkommen, BWV 182                         | Dimanche des Rameaux                            | Walpole (en) (Royaume-Uni), église Saint-Pierre                   | 2000/03/26 | 21   | 118     |
| 183 | Sie werden euch in den Bann tun, BWV 183                      | Exaudi                                          | Sherborne (Royaume-Uni), abbatiale de la Vierge-Marie             | 2000/06/04 | 25   | 144     |
| 184 | Erwünschtes Freudenlicht                                      | Mardi de Pentecôte                              | Blythburgh (Royaume-Uni), église de la Sainte-Trinité             | 2000/06/13 | 27   | 138     |
| 185 | Barmherziges Herze der ewigen Liebe                           | Trinité 04                                      | Tewkesbury (Royaume-Uni), abbaye de Tewkesbury                    | 2000/07/16 | 3    | 141     |
| 186 | Ärgre dich, o Seele, nicht, BWV 186                           | Trinité 07                                      | —                                                                 | 2000/08/06 | 4    | 156     |
| 187 | Es wartet alles auf dich, BWV 187                             | Trinité 07                                      | —                                                                 | 2000/08/06 | 4    | 156     |
| 188 | Ich habe meine Zuversicht                                     | Trinité 21                                      | —                                                                 | 2000/11/12 | 11   | 168     |
| 189 | Meine Seele rühmt und priest (fausse attribution)             | non précisé                                     | ne fait pas partie du projet PCB                                  |            |      |         |
| 190 | Singet dem Herrn ein neues Lied, BWV 190                      | Fête de la circoncision                         | New York (États-Unis), église Saint-Barthélemy (en)               | 2000/12/31 | 16   | 137     |
| 191 | Gloria in excelsis Deo                                        | Noël                                            | Weimar (Allemagne)                                                |            | 18   | 174     |
| 192 | Nun danket alle Gott                                          | Fête de la Réformation                          | Wittemberg (Allemagne), église du château                         | 2000/10/31 | 10   | 110     |
| 193 | Ihr Tore zu Zion, BWV 193                                     | Cantate profane                                 | ne fait pas partie du projet PCB                                  |            |      |         |
| 194 | Höchsterwünschtes Freudenfest                                 | Trinité                                         | Kirkwall (Royaume-Uni), cathédrale Saint-Magnus                   | 2000/06/18 | 27   | 138     |
| 195 | Dem Gerechten muss das Licht [...]                            | Cérémonie de mariage                            | ne fait pas partie du projet PCB                                  |            |      |         |
| 196 | Der Herr denket an uns                                        | Cérémonie de mariage                            | ne fait pas partie du projet PCB                                  |            |      |         |
| 197 | Gott ist unsre Zuversicht                                     | Cérémonie de mariage                            | ne fait pas partie du projet PCB                                  |            |      |         |
| 198 | Laß, Fürstin, laß noch einen Strahl                           | Cantate profane                                 | ne fait pas partie du projet PCB                                  |            |      |         |
| 199 | Mein Herze schwimmt im Blut, BWV 199                          | Trinité 11                                      | on Archiv 463 591-2                                               | 2000/09/03 | N/A  | N/A     |
| 200 | Bekennen will ich seinen Namen                                | Fête de la Présentation de Jésus au Temple      | on Archiv 463 585-2                                               | 2000/02/02 | N/A  | N/A     |
| 201 | Geschwinde, ihr wirbelnden Winde                              | Cantate profane                                 | ne fait pas partie du projet PCB                                  |            |      |         |
| 217 | Gedenke, Herr, wie es uns gehet                               | Épiphanie 1                                     | —                                                                 | 2000/01/09 | 18   | 174     |
| 225 | Singet dem Herrn ein neues Lied                               | Premier jour de l’An                            | New York (États-Unis), église Saint-Barthélemy (en)               | 2000/12/31 | 16   | 137     |
| 226 | Der Geist hilft unser Schwachheit auf, BWV 226                | Service funèbre                                 | Lund (Suède), église de Tous-les-Saints                           | 2000/10/14 | 9    | 159     |
| 227 | Jesu, meine Freude                                            | Service funèbre                                 | Romsey (Royaume-Uni), abbaye de Romsey                            | 2000/01/30 | 19   | 115     |
| 668 | Vor deinen Thron tret ich hiermit                             | —                                               | Leipzig (Allemagne), église Saint-Thomas                          | 2000/10/22 | 9    | 159     |